# Política do Tajiquistão
Logo após a sua independência, o Tajiquistão mergulhou numa guerra civil, com várias fações, alegadamente apoiadas pela Rússia e pelo Irão, a lutar entre si. Dos mais de 400 000 russos que trabalhavam na indústria do país, apenas 25 000 não fugiram para a Rússia. Em 1997 a guerra acalmou e um governo central começou a tomar forma, tendo sido realizadas eleições pacíficas em 1999.
O Tajiquistão é uma república, com eleições para o Presidente e o Parlamento. As últimas foram na metade da década e, como todas as anteriores, foram criticadas por observadores internacionais que as consideraram corruptas, tendo sido levantadas acusações por parte de partidos da oposição de que o Presidente Emomali Rahmonov teria manipulado o processo eleitoral.